# Helina lutea
Helina lutea är en tvåvingeart som beskrevs av Willi Hennig 1958. Helina lutea ingår i släktet Helina och familjen husflugor. Inga underarter finns listade i Catalogue of Life.